# Cricetulus alticola
Cricetulus alticola, el hámster enano tibetano es una especie de roedor de la familia Cricetidae.

## Distribución geográfica
Se encuentra en China, India y Nepal.